# از دید یک نگهبان شب
از دید یک نگهبان شب (لهستانی: Z punktu widzenia nocnego portiera) فیلمی کوتاه و مستند به کارگردانی کریشتوف کیشلوفسکی است که در سال ۱۹۷۷ منتشر شد.
این فیلم برندهٔ جایزهٔ بزرگ جشنواره فیلم کراکوف در سال ۱۹۷۹ شد و مصاحبه‌ای است با یک نگهبان دون‌پایه به نام «ماریان اوسوخ» و نمایش صحنه‌هایی از وظایف روزانه او. اوسوخ بیشتر در مورد موقعیت شغلی خود صحبت می‌کند و اینکه چگونه شخصاً از اجرای قوانین مختلف بوروکراتیک، دستگیری متخلفان خرده‌پا و مصادره قلاب‌های ماهیگیری لذت می‌برد. او همچنین جزئیات حمایت خود از حکومت و مجازات اعدام را بیان کرده و می‌گوید که انتقاد از دولت را بایددر نطفه خاموش کرد و جنایتکاران باید در ملاءعام به دار آویخته شوند.